# Ол-Доиньо-Ленгаи

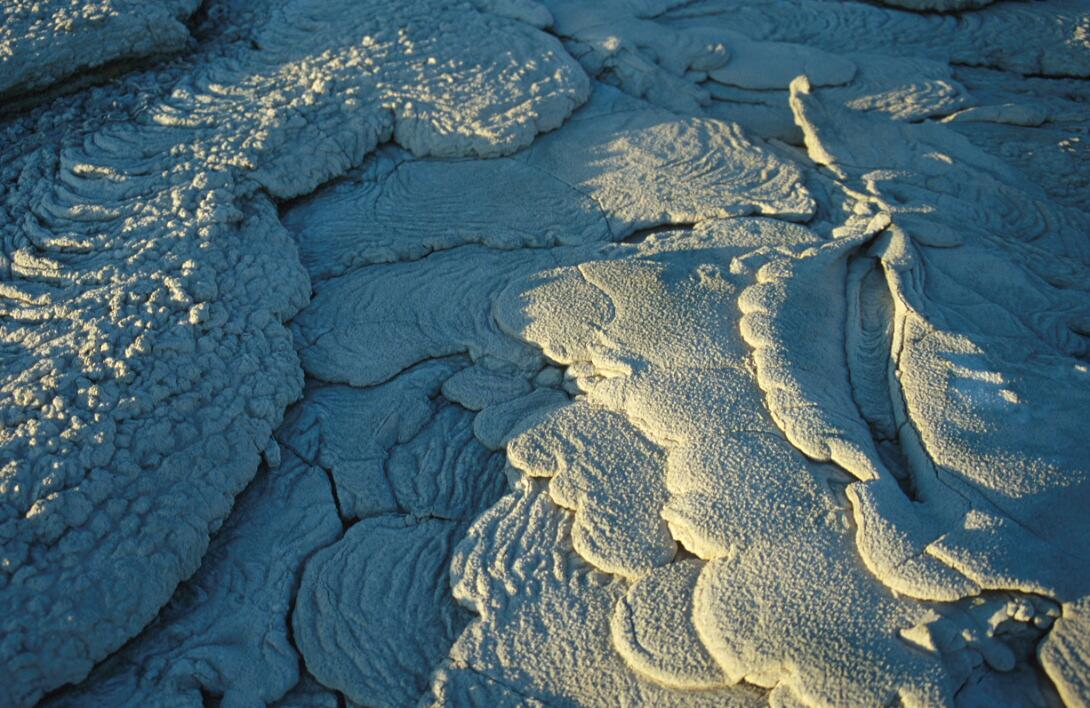
Застывшая лава Ол-Доиньо-Ленгаи

Ол-Дои́ньо-Ленга́и или Олдои́ньо-Ленга́и (суахили Ol Doinyo Lengai) — стратовулкан на севере Танзании. Один из самых молодых и, возможно, самый активный вулкан Восточной Африки. Имеет уникальный карбонатитовый состав лавы. На языке местного племени масаев название вулкана означает «гора Бога».
Находится около озера Натрон и является частью вулканической системы Великой рифтовой долины в Восточной Африке. Высота над уровнем моря — 2962 м.

## Лава
В то время как большинство лав богаты силикатными минералами, лава Ол-Доиньо-Ленгаи наполовину состоит из карбонатов натрия и калия и почти не содержит силикатов. Из-за этого она прорывается при относительно низких температурах: около 500–600 °C. Эта температура настолько низка, что расплавленная лава выглядит черной или тёмно-коричневой, а не красной, как большинство лав. Эта лава — самая холодная на Земле, но при этом исключительно текучая. Застывшая карбонатная лава легко разрушается под действием воды. Происхождение её необычного состава неизвестно.

## История извержений
Ол-Доиньо-Ленгаи проявляет активность практически постоянно. Первые задокументированные её наблюдения относятся к концу XIX века. С тех пор зафиксировано много извержений: в 1880, 1882—1883, 1904, около 1907—1910, 1913, 1914—1915, 1916—1917, 1921, 1926, 1940—1941, 1954, 1955, 1958, 1960—1966, 1967, 1983—1993, 1994—2006, 2007—2010, 2011—2013. Отличались масштабом извержения 1917 и 1940–1941 годов. Во втором случае пепел выпадал на расстояниях до 100 км от вулкана.
Возраст вулкана оценивается в 350 000 — 400 000 лет. Он состоит из базальтов и фонолита древне-плейстоценого времени. Около 30 000 лет назад вулкан начал вторую стадию формирования. Базальты растеклись на расстояние 40-80 км от вулкана. Их объём составил 50 000 км³. Фонолиты растеклись на расстояние 15 км и образовали 30 экструзивных куполов. При извержении в 1966 году из бокового кратера было выброшено 50 тонн тефры.
В настоящее время вулкан погружается под землю со скоростью 3,6 см в год.